# Lissonota risola
Lissonota risola là một loài tò vò trong họ Ichneumonidae.